# Kiss Me Kiss Me, Baby
Pour les articles homonymes, voir Kiss Me (homonymie).
Singles de MAX
Koisuru Velfarre Dance
(1995) Tora Tora Tora
(1996)
Singles par Namie Amuro (with Super Monkey's)
Stop the Music
(1995) Body Feels Exit
(1995)
Kiss Me Kiss Me, Baby (titré : Kiss me Kiss me, Baby) est le 2e single de MAX.

## Présentation
Le single, produit par Max Matsuura, sort le 21 août 1995 au Japon sous le label avex trax, trois mois après le précédent single du groupe Koisuru Velfarre Dance, au format mini-CD de 8 cm de diamètre, alors la norme pour les singles dans ce pays. Il atteint la 63e place du classement des ventes de l'Oricon, et reste classé pendant deux semaines. Avec le précédent, il restera son single le moins vendu jusqu'en 2003. Une version promotionnelle est aussi distribuée au format maxi 45 tours vinyle. 
Le single sort alors que le groupe se produit encore en parallèle en tant que Super Monkey's comme groupe de soutien de Namie Amuro, un mois seulement après la sortie de leur single commun Stop the Music.
Le single ne contient qu'une chanson, une reprise du titre eurobeat européen homonyme de Virginelle, adaptée en japonais. Elle est utilisée comme thème musical de fin de l'émission TV Pafo Pafo ainsi que dans un publicité. Elle figurera sur le premier album de MAX, Maximum qui sortira un an et demi plus tard, ainsi que sur sa compilation Precious Collection de 2002. Le single contient aussi sa version instrumentale et une version remixée (l'instrumental est absent de la version vinyle).

## Liste des titres
Les paroles japonaises sont de Kazumi Suzuki, la musique et les arrangements sont de Hinoky Team, et le remix est de Randomizer.
| CD    | CD                                                                 | CD    | CD | CD | CD | CD | CD | CD | CD |
| No    | Titre                                                              | Durée |    |    |    |    |    |    |    |
| ----- | ------------------------------------------------------------------ | ----- | -- | -- | -- | -- | -- | -- | -- |
| 1.    | Kiss Me Kiss Me, Baby (Original Mix) (Kiss me Kiss me, Baby ...)   | 3:19  |    |    |    |    |    |    |    |
| 2.    | Kiss Me Kiss Me, Baby (Randomizer Mix) (Kiss me Kiss me, Baby ...) | 3:30  |    |    |    |    |    |    |    |
| 3.    | Kiss Me Kiss Me, Baby (Karaoke) (Kiss me Kiss me, Baby ...)        | 3:20  |    |    |    |    |    |    |    |
| 10:09 |                                                                    |       |    |    |    |    |    |    |    |

| Vinyle promotionnel | Vinyle promotionnel                                                | Vinyle promotionnel | Vinyle promotionnel | Vinyle promotionnel | Vinyle promotionnel | Vinyle promotionnel | Vinyle promotionnel | Vinyle promotionnel | Vinyle promotionnel |
| No                  | Titre                                                              | Durée               |                     |                     |                     |                     |                     |                     |                     |
| ------------------- | ------------------------------------------------------------------ | ------------------- | ------------------- | ------------------- | ------------------- | ------------------- | ------------------- | ------------------- | ------------------- |
| A.                  | Kiss Me Kiss Me, Baby (Original Mix) (Kiss me Kiss me, Baby ...)   | 3:20                |                     |                     |                     |                     |                     |                     |                     |
| B.                  | Kiss Me Kiss Me, Baby (Randomizer Mix) (Kiss me Kiss me, Baby ...) | 3:58                |                     |                     |                     |                     |                     |                     |                     |
| 7:18                |                                                                    |                     |                     |                     |                     |                     |                     |                     |                     |

(note : la face A est en fait nommée "Euro Side" et la face B "Techno Side")	